# Alpha hydroxy sanshool
L’alpha hydroxy sanshool est un amide à la saveur unique qui est à la fois irritante (pseudo-chaleur) comme le piment et qui procure une sensation de picotement (paresthésie) sur la langue.

## Origine
L'alpha hydroxy sanshool a été identifié dans le poivre du Sichuan (Zanthoxylum piperitum) et défini, avec l’alpha sanshool, comme étant la source principale de son goût caractéristique,.

## Goût
Le pouvoir irritant de l'alpha hydroxy sanshool est de 3 à 5 fois inférieur à celui de l'alpha sanshool, ce qui le place sur l'échelle de Scoville en dessous du [6]-gingerol :
| Composés               | Échelle de Scoville (Unité SHU) |
| ---------------------- | ------------------------------- |
| Capsaïcine             | 16 000 000                      |
| [6]-Shogaol            | 160 000,                        |
| Pipérine               | 100 000,                        |
| Alpha sanshool         | 80 000-110 000                  |
| [6]-gingerol           | 60 000,                         |
| Alpha hydroxy sanshool | 16 000-22 000                   |

D'autres composés de structure similaire aux sanshools avec une sensation de picotement ont été découverts:
- spilanthol (en)
- trans-pellitorine
- homospilanthol
- achilleamide